# Ferrari F2004
Ferrari F2004 – samochód Formuły 1 zaprojektowany przez Rory Byrne'a, Rossa Brawna i Aldo Costę dla zespołu Ferrari na sezon 2004.

## Historia
Samochód był w dużej mierze oparty na modelu F2003-GA i kontynuował pasmo sukcesów, które Ferrari doświadczało od 1999 roku, zdobywając szósty z rzędu tytuł wśród konstruktorów i piąty wśród kierowców.
Samochód był oparty na tym samym projekcie co pionierski F2002, chociaż został jeszcze bardziej ulepszony i zmodyfikowany. Na przykład peryskopowy wydech był mniejszy i umieszczony bliżej środkowej linii samochodu, tylny spojler został powiększony, a tylne zawieszenie przeprojektowane tak, by było bardziej przyjazne dla opon, które były głównym problemem w F2003-GA. Silnik został zaprojektowany tak, by zgodnie z nowymi przepisami technicznymi FIA wytrzymać cały weekend wyścigowy; w związku z tym należało również przeprojektować skrzynię biegów.
Samochód odnosił podobne sukcesy co F2002, dominując przez cały sezon i wygrywając 15 z 18 wyścigów, zdobywając 12 pole positions i ustalając wiele najszybszych okrążeń, które do dziś wciąż są rekordami torów. Michael Schumacher zdobył siódmy tytuł mistrza świata, a Ferrari łatwo obroniło tytuł wśród konstruktorów.
Po sezonie 2004 samochód nadal był rozwijany jako platforma testowa na rok 2005 i został użyty w dwóch pierwszych wyścigach sezonu. Po zdobyciu podium w Grand Prix Australii przed Grand Prix Bahrajnu model został zastąpiony nowym F2005.
W sumie F2004 zdobył 272 punkty. Był użyty później jako podstawa do stworzenia w 2008 roku samochodu serii A1 Grand Prix o nazwie "Powered by Ferrari".
Model zdobył nagrodę Autosportu w kategorii Samochód Wyścigowy Roku.

## Wyniki w Formule 1
| Legenda oznaczeń w tabelach wyników Wyświetl szablon na nowej stronie | Legenda oznaczeń w tabelach wyników Wyświetl szablon na nowej stronie                                                                     |
| Oznaczenie                                                            | Wyjaśnienie |
| --------------------------------------------------------------------- | --- |
| Złoty                                                                 | Zwycięzca lub mistrzostwo |
| Srebrny                                                               | 2. miejsce lub wicemistrzostwo |
| Brązowy                                                               | 3. miejsce lub II wicemistrzostwo |
| Zielony                                                               | Ukończył, punktował (w klasyfikacji generalnej, gdy zdobył co najmniej jeden punkt na przestrzeni sezonu, poza trzema powyższymi opcjami) |
| Niebieski                                                             | Ukończył, nie punktował (w klasyfikacji generalnej, gdy nie zdobył co najmniej jednego punktu na przestrzeni sezonu)                      |
| Czerwony                                                              | Nie zakwalifikował się (NZ) |
| Czerwony                                                              | Nie prekwalifikował się (NPK) |
| Różowy                                                                | Nie ukończył (NU) |
| Różowy                                                                | Niesklasyfikowany (NS) (w klasyfikacji generalnej, gdy nie został sklasyfikowany w żadnym wyścigu sezonu)                                 |
| Czarny                                                                | Zdyskwalifikowany (DK) |
| Czarny                                                                | Wykluczony (WYK/EX) |
| Biały                                                                 | Nie wystartował (NW) |
| Biały                                                                 | Kontuzjowany (K/INJ) |
| Biały                                                                 | Wyścig odwołany (OD/C) |
| Bez koloru                                                            | Został wycofany (WYC/WD) |
| Bez koloru                                                            | Nie przybył (NP/DNA) |
| Bez koloru                                                            | Nie brał udziału w treningach (NT/DNP) |
| Bez koloru                                                            | Nie został zgłoszony (–) |
| Pogrubienie                                                           | Start z pole position |
| Kursywa                                                               | Najszybsze okrążenie wyścigu |
| †                                                                     | Nie ukończył, ale jego rezultat został zaliczony ze względu na przejechanie więcej niż 90% dystansu wyścigu.                              |
| *                                                                     | Sezon w trakcie |
| 1/2/3                                                                 | Punktowana pozycja w sprincie kwalifikacyjnym                                                                                             |
| Lista systemów punktacji Formuły 1                                    | |

| Sezon | Zespół  | Silnik      | Opony | Kierowcy           | 1   | 2   | 3   | 4   | 5   | 6   | 7   | 8   | 9   | 10  | 11  | 12  | 13  | 14  | 15  | 16  | 17  | 18  | 19  | Pkt. | Msc. |
| ----- | ------- | ----------- | ----- | ------------------ | --- | --- | --- | --- | --- | --- | --- | --- | --- | --- | --- | --- | --- | --- | --- | --- | --- | --- | --- | ---- | ---- |
| 2004  | Ferrari | Ferrari V10 | B     |                    | AUS | MAL | BHR | SMR | ESP | MCO | EUR | CND | USA | FRA | GBR | DEU | HUN | BEL | ITA | CHN | JPN | BRA |     | 262  | 1    |
| 2004  | Ferrari | Ferrari V10 | B     | Michael Schumacher | 1   | 1   | 1   | 1   | 1   | NU  | 1   | 1   | 1   | 1   | 1   | 1   | 1   | 2   | 2   | 12  | 1   | 7   |     | 262  | 1    |
| 2004  | Ferrari | Ferrari V10 | B     | Rubens Barrichello | 2   | 4   | 2   | 6   | 2   | 3   | 2   | 2   | 2   | 3   | 3   | 12  | 2   | 3   | 1   | 1   | NU  | 3   |     | 262  | 1    |
| 2005  | Ferrari | Ferrari V10 | B     |                    | AUS | MAL | BHR | SMR | ESP | MCO | EUR | CND | USA | FRA | GBR | DEU | HUN | TUR | ITA | BEL | BRA | JPN | CHN | 100* | 3    |
| 2005  | Ferrari | Ferrari V10 | B     | Michael Schumacher | NU  | 7   |     |     |     |     |     |     |     |     |     |     |     |     |     |     |     |     |     | 100* | 3    |
| 2005  | Ferrari | Ferrari V10 | B     | Rubens Barrichello | 2   | NU  |     |     |     |     |     |     |     |     |     |     |     |     |     |     |     |     |     | 100* | 3    |

* 10 punktów zdobył model F2004M, resztę – F2005